# واحد صحيح (فلم)
واحد صحيح هو فيلم مصري إنتاج 2011، بطولة الفنان هاني سلامة.

## القصة
يقوم الفنان هاني سلامة بأداء دور عبد الله صاحب الشخصية الرئيسية في فيلم واحد صحيح وهو شاب أعزب يعمل مهندس ديكور، ولكن لديه العديد من العلاقات النسائية التي جعلته يفقد الطريق الصحيح للارتباط، تدور أحداث فيلم واحد صحيح حول محاولة عبد الله ايجاد شريكة حياته من بين أربعة من النساء يقابلهم في حياته ولكن لكل منهم تفاصيل مختلفة تحول بينه وبين الارتباط منها، الأولى هي الدكتورة فريدة (رانيا يوسف) وهي متزوجة من رجل أعمال مشهور ولكنها تمثل العشق المحرم بالنسبة لعبد الله لأنه يقيم علاقة غير شرعية معها، نجد شخصية أخرى هي مريم (ياسمين رئيس) والتي تمثل لعبد الله الأم المثالية لأبنائه في المستقبل والتي تحاول بكل طاقتها ان تتزوج منه، وأيضا الصديقة المقربة (بسمة أحمد) لعبد الله التي تحاول ان تجعله حبيبا لها بعد انفصالها عن صديقه وشريكه (عمرو يوسف)، يقابل عبد الله امرأة أخرى من نوع آخر اسمها أميرة (كندة علوش)، يقع عبد الله في حب أميرة ولكن بسبب ديانتها المختلفة عنه يفشل اتمام هذا الحب بالزواج، كما رصدت مجريات الأمور دور الام (زيزي البدراوي) البارز في حياة ولدها ومحاولتها اقناعه بالزواج ويساعدها في ذلك صديقه
فيلم واحد صحيح قصة من تأليف الكاتب تامر حبيب، كما اشترك في التمثيل الفنان زكي فطين عبد الوهاب والفنانة ياسمين كساب، قام بإخراج فيلم واحد صحيح المخرج الرائع هادي الباجوري، الفيلم من إنتاج شركة السبكي فيديو فيلم وتم عرض فيلم واحد صحيح في ديسمبر عام 2011.

## الممثلين
| - هاني سلامة: عبد الله - بسمة نادين - رانيا يوسف: فريدة - كندة علوش: أميرة - عمرو يوسف: فادي - ياسمين رئيس: مريم - زكي فطين عبد الوهاب: أياد - عمرو صالح: كريم | - زيزي البدراوي: والده عبد الله - ياسمين كساب: فاطمة أخت فريدة - محمود حميدة: عبد الله والد أميرة - حنان سليمان: عايدة زوجة أبو أميرة - أحلام الجريتلي: ام فريدة الريدي - أحمد عزمي: احمد أخو اميرة - ياسمين كساب: فاطمة اخت فريدة - محمد قشطة: حسن أبو مريم | - سهيلة حسين: رجاء ام مريم - أحمد البنداري: دكتور مصطفى - هايا هاني: دعاء اخت اميرة - مي فخري: فتاة التصوير - مصطفى المنوفي: صديق اياد الورداني - مي ممدوح: السكرتيرة - ميمي: فتاة ديسكو 1 | - شاهيناز القماش: فتاة ديسكو 2 - رغدة عتيق: فتاة ديسكو 3 - نانا الأبياري: فتاة ديسكو 4 - نور الكاديكي - هنا جمال: فتاة الاستديو - سولي: الطفل شادي ابن فريدة - ملك ياسر: الطفلة روضة |

## روابط خارجية
- واحد صحيح على موقع IMDb (الإنجليزية)
- واحد صحيح على موقع نتفليكس (الإنجليزية)
- واحد صحيح على موقع الدهليز
- واحد صحيح على موقع قاعدة بيانات الأفلام العربية
- واحد صحيح على موقع قاعدة بيانات الفيلم (الإنجليزية)
- واحد صحيح على موقع ليتربوكسد (الإنجليزية)
- واحد صحيح على موقع كينوبويسك (الروسية)